# Министарство заштите животне средине Републике Србије
Министарство заштите животне средине Републике Србије обавља послове државне управе у области 
Седиште министарства се налази у Палати Србије на општини Нови Београд у Булевару Михајла Пупина број 2.
Актуелна министарка је Ирена Вујовић.

## Историјат
Питање заштите животне средине се први пут појавило у саставу Владе Драгутина Зеленовића 1991. године. Оно се тада налазило у саставу јединственог Министарства здравља и заштите животне средине, а министар је био Никола Митровић. У Влади Николе Шаиновића (1993-1994), животна средина је добија засебно министарство које је водио др Павле Тодоровић.
У првој Влади Мирка Марјановића (1994-1998), добија име Министарство заштите човекове средине. Министар је био др Јордан Алексић. Министарство за заштиту животне средине се поново јавља у другој Влади Мирка Марјановића (1998-2000), а министар је био Бранислав Блажић.
Прелазна Влада Миломира Минића (2000-2001) је такође имала Министарство заштите животне средине, а министар је била Мила Росић.
У Влади Зорана Ђинђића, Обрен Јоксимовић је био најпре министар здравља и заштите животне средине до 22. октобра 2001. године. Од 19. јуна 2002. године, проф. др Анђелка Михајлов је постала министарка заштите природних богатстава и животне средине. Она је остала у истом ресору и у Влади Зорана Живковића.
У првој Влади Војислава Коштунице (2004-2007), основано је Министарство науке и заштите животне средине, које је водио проф. др Александар Поповић. У другој Влади Војислава Коштунице (2007-2008), министар заштите животне средине је био Саша Драгин. Влада Мирка Цветковића (2008-2012) је најпре имала Министарство заштите животне средине и просторног планирања, које је 2011. године преименовано у Министарство заштите животне средине, рударства и просторног планирања. На челу оба министарства је био Оливер Дулић.
Влада Ивице Дачића (2012-2014) је имала Министарство енергетике, развоја и заштите животне средине, које је водила др Зорана Михајловић.
У првој Влади Александра Вучића (2014-2017), ресор заштите животне средине се налазио у оквиру Министарства пољопривреде и заштите животне средине, на чијем челу је била др Снежана Богосављевић Бошковић. Исто је било и у другој Влади Александра Вучића (11. август 2016. - 29. јун 2017), а нови министар је постао Бранислав Недимовић.
Законом о изменама и допунама Закона о министарствима („Службени гласник РС”, бр. 62/2017), Влада Србије је поново добила Министарство заштите животне средине, а за министра је изабран Горан Триван.

### Досадашњи министри и министарке
- Никола Митровић, министар здравља и заштите животне средине (1991);
- др Павле Тодоровић, министар животне средине (1993-1994);
- др Јордан Алексић, министар заштите човекове средине (1994-1998);
- Бранислав Блажић, министар за заштиту животне средине (1998-2000);
- Мила Росић, министар заштите животне средине (2000-2001);
- Обрен Јоксимовић, министар здравља и заштите животне средине (до 22. октобра 2001);
- проф. др Анђелка Михајлов, министар заштите природних богатстава и животне средине (од 19. јуна 2002. до 3. марта 2004);
- проф. др Александар Поповић, министар науке и заштите животне средине (2004-2007);
- Саша Драгин, министар заштите животне средине (2007-2008);
- Оливер Дулић, министар заштите животне средине и просторног планирања (2008-2011) и министар заштите животне средине, рударства и просторног планирања (2011-2012);
- др Зорана Михајловић, министар енергетике, развоја и заштите животне средине (2012-2014);
- др Снежана Богосављевић Бошковић, министар пољопривреде и заштите животне средине (2014-2016);
- Бранислав Недимовић, министар пољопривреде и заштите животне средине (2016-2017);
- Горан Триван, министар заштите животне средине (2017-2020);
- Ирена Вујовић, министар заштите животне средине (2020-).

## Делокруг
Делокруг Министарства је одређен Законом о изменама и допунама Закона о министарствима („Службени гласник РС”, бр. 62/2017), где се у члану 4 каже да Министарство обавља послове државне управе који се односе на: основе заштите животне средине; систем заштите и унапређења животне средине; националне паркове, инспекцијски надзор у области заштите животне средине; примену резултата научних и технолошких истраживања и истраживања развоја у области животне средине; спровођење Конвенције о учешћу јавности, доступности информација и праву на правну заштиту у области животне средине; заштиту природе; заштиту ваздуха; заштиту озонског омотача; климатске промене; прекогранично загађење ваздуха и воде; заштиту вода од загађивања ради спречавања погоршања квалитета површинских и подземних вода; утврђивање услова заштите животне средине у планирању простора и изградњи објеката; заштиту од великог хемијског удеса и учешће у реаговању у случају хемијских удеса; заштиту од буке, вибрација и нејонизујућег зрачења; заштиту од јонизујућег зрачења; управљање хемикалијама и биоцидним производима; спровођење Конвенције о хемијском оружју у складу са законом; управљање отпадом, изузев радиоактивним отпадом; одобравање прекограничног промета отпада и заштићених биљних и животињских врста, као и друге послове одређене законом.